# Vanishing Point (album)
Vanishing Point – piąty studyjny album Primal Scream, wydany w 1997 roku.

## Lista utworów
1. "Burning Wheel" – 7:06
2. "Get Duffy" – 4:09
3. "Kowalski" – 5:50 (Gillespie/Innes/Young/Duffy/Mounfield)
4. "Star" – 4:24
5. "If They Move, Kill 'Em" – 3:01
6. "Out of the Void" – 3:59
7. "Stuka" – 5:36
8. "Medication" – 3:52
9. "Motörhead" – 3:38 (Lemmy)
10. "Trainspotting" – 8:07
11. "Long Life" – 3:49

## Skład
Zespół:
- Robert Young
- Bobby Gillespie
- Andrew Innes
- Martin Duffy
- Gary 'Mani' Mounfield
- Paul Mulreany